# August Berg (kinamissionär)

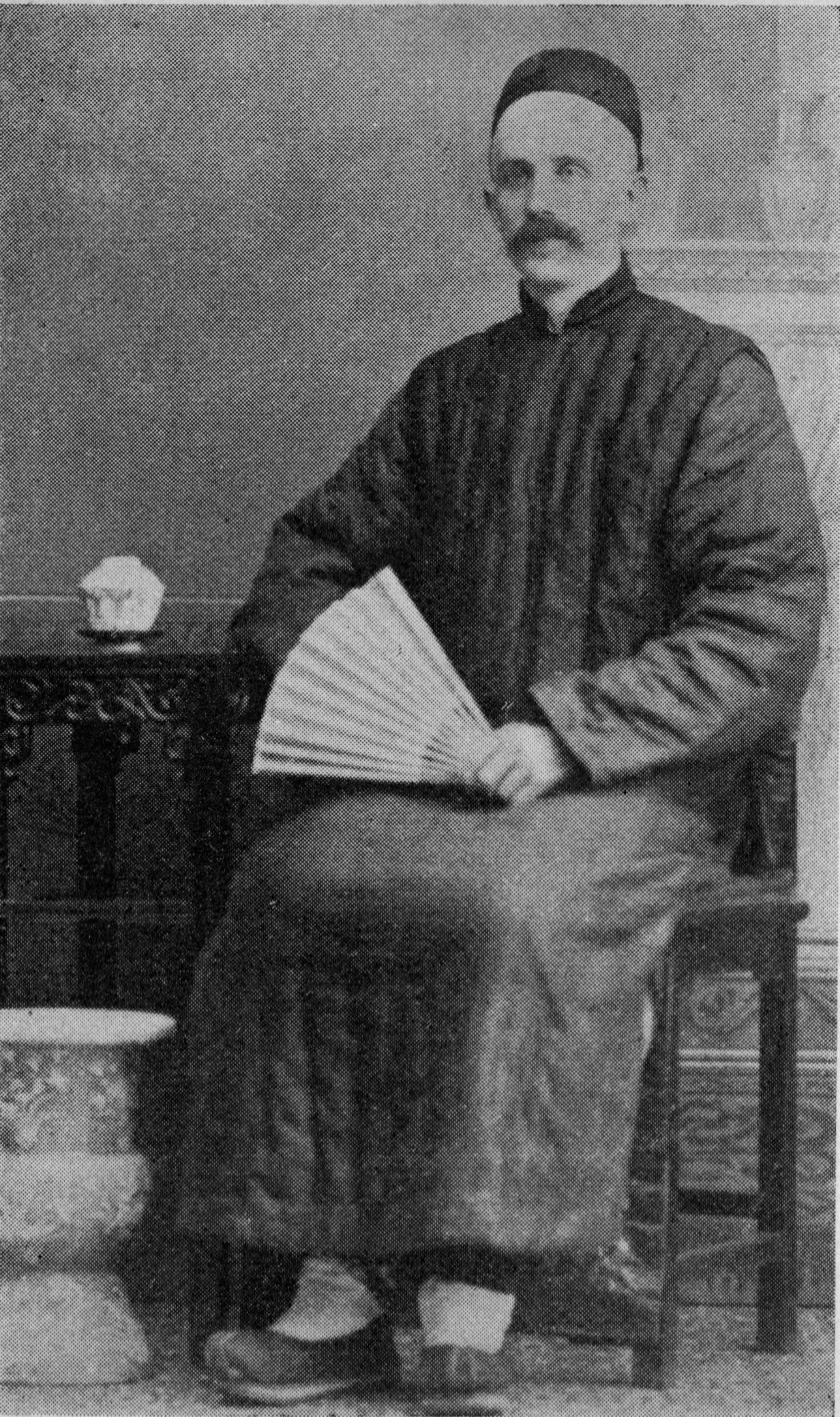
August Berg iförd kinesisk dräkt.

August Berg, född 10 augusti 1861 i Skatelöv, död 17 december 1940 i Spånga, var en svensk kristen missionär och apotekare. Från 1890 var han verksam för Kinesiska inlandsmissionen i provinsen Shaanxi, särskilt staden Sanyuan. Utöver sin religiösa verksamhet fungerade han som läkare och drev en omfattande opiumrehabilitering. 1927 publicerade han sina professionella memoarer, Trettiofem år i Kina.